# Neotinea lactea
Orchis lactea  (Neotinea lactea (Poir.) R.M.Bateman, Pridgeon & M.W.Chase, 1997) é uma espécie de orquídea terrestre pertencente à família Orchidaceae.

## Descrição

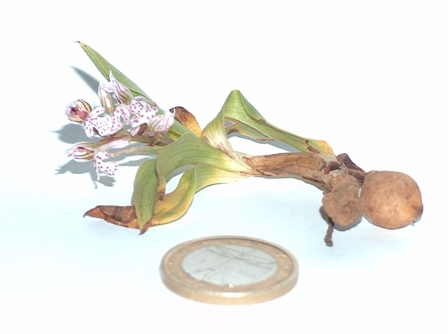
Preparo botânico de uma N. lactea.

É uma planta herbácea, com 10 a 20 cm de altura, com caule ereto e cilíndrico, verde claro na parte inferior e roxo na parte superior.
O sistema radicular é caracterizado pela presença de dois rizomas arredondados.
As folhas basais são alongadas e reunidas em uma roseta. A bainha, de uma 1 a 2 por planta, revestem o caule e têm um vértice pontudo.
Tem uma inflorescência na haste, em espigão cilíndrico, bastante densos (10-30 flores). As tépalas são brancas, soldados para formar uma proteção, com nervuras longitudinais vermelhas por dentro e esverdeadas por fora. O labelo possui três lóbulos com margem entalhada e fundo branco a rosa, salpicado de vermelho púrpura; o lóbulo mediano é mais longo que o lateral e está ligeiramente encurvado na base. O esporão é reto cônico, voltado para baixo.
Floresce nos meses de março-abril.
O número cromossômico de Neotinea lactea é 2n = 42.

## Distribuição e habitat
É uma espécie comum nos países da bacia do Mediterrâneo, desde o norte da África (Argélia e Tunísia) e da Espanha até a Anatólia. Ê também encontrada naa Ilhas Egeias, Turquia, Bulgária, Grécia, Yugoslavia e França. Na Itália, está presente nas regiões central e sul, da Toscana à Calábria e nas principais ilhas (Sicília e Sardenha).
Prefere terrenos não cultivados, pastagens e prados nas margens do matagal , desde o nível do mar até 1500 m de altitude.

## Nomes vulgares
- Espanha, Países Baixos: Neotinea lactea
- Alemanha:  Milchweißes Knabenkraut.
- Itália: Orchidea lattea·

## Sinonimia
- Orchis lactea Poir. (1798) (Basionymum)
- Orchis tridentata ssp. lactea (Poir.) Rouy (1912)
- Orchis acuminata Desf. (1799)
- Orchis corsica Viv. (1824)
- Orchis tenoreana Guss. (1844)
- Orchis hanrici Hénon (1846)
- Orchis hanrii Jord. (1846)
- Orchis lactea var. hanrici (Hénon) Maire & Weiller (1959)
- Orchis tridentata var. acuminata (Desf.) Maire & Weiller (1959)
- Orchis tridentata var. hanrici (Hénon) Maire
- Neotinea corsica (Viv.) W. Foelsche (2002)